# North Wiltshire
North Wiltshire was een Engels district in het graafschap Wiltshire en telt 125.372 inwoners. De oppervlakte bedraagt 767,7 km². In 2009 werd het district met drie andere districten samengevoegd tot het nieuwe stedelijke district Wiltshire.
Van de bevolking is 14,7% ouder dan 65 jaar. De werkloosheid bedraagt 1,8% van de beroepsbevolking (cijfers volkstelling 2001).

## Plaatsen in district North Wiltshire
- Avebury
- Calne
- Chippenham
- Malmesbury